# Шотландські прізвища
Шотландські прізвища — прізвища, які зараз зустрічаються в Шотландії, або прізвища, що мають історичний зв'язок із цією країною.

## Історія
Найдавніші прізвища, знайдені в Шотландії, з'явилися під час правління Давида I, короля Шотландії (1124–1153). Це були англо-нормандські імена, які стали спадковими в Англії до прибуття в Шотландію (наприклад, сучасні прізвища де Брус, де Умфравіль і Рідель). Під час правління королів Давида I, Малкольма IV і Вільгельма I деякі жителі шотландських міст були англійськими та фламандськими поселенцями, які носили англійські та континентальні особисті імена з комерційними іменами та іноді прізвиськами. Одним із найперших джерел прізвищ у Шотландії є Раґманські сувої. У цьому документі записані документи пошани, які шотландські дворяни дали Едуарду I Довгоногому, королю Англії в 1296 році. Прізвища, записані в ньому, здебільшого дуже схожі на ті, що були знайдені в Англії приблизно того самого часу, складаючись із місцевих імен, імен по батькові та професій, а також прізвиськ. Деякі з місцевих прізвищ походять від місць у Шотландії; у списку дуже мало гельських прізвищ.

## Категоризація

### По батькові
Багато шотландських прізвищ походять від імен, які спочатку були по батькові. По батькові походять від імені батька носія (наприклад, повне ім'я чоловіка, на ім'я Джон Дональдсон вказує на те, що іменем батька було Дональд). По батькові змінюються з кожним наступним поколінням (наприклад, по батькові онука, батька та діда можуть бути Джон Дональдсон, син Дональда Робертсона, син Роберта Вільямсона).
Найдавніші імена по батькові, записані в Шотландії, написані кількома різними мовами. У ранніх латинських документах такі імена утворювалися за допомогою родового відмінка імені батька, якому передували форми філіус, що означає «син» (наприклад, Дуґалдус філіус Ніґеллі); пізніше філіус лише малося на увазі (наприклад, Дуґалдус Ніґеллі). Інші ранні записи показують по батькові, що використовує форми валлійської еп, що означає «син»; і гельське так, що означає син (наприклад, імена Макрат еп Молґен і Ґілмичел Мак Ет зустрічаються в тому самому документі).
Є кілька префіксів і суфіксів, які можуть вказувати, чи сучасне прізвище походить від по батькові: англійські суфікси -сон і -с ; і гельський префікс Мак-. У деяких випадках з таких прізвищ вилучали -сон і використовували лише ім'я предка (наприклад, Мартин). У деяких випадках використовувався суфікс -с, і, згідно з Блеком, такі імена, мабуть, походять з Англії (наприклад, Адамс).
Використання патронімів вимерло на Пониззі після 15-го століття, оскільки вони закріпилися як прізвища. Лише у 18 столітті від них відмовилися в гельськомовному нагір'ї. Ще в першій половині 18 століття деякі чоловіки відрізнялися не лише іменем свого батька, а й іменем свого діда та прадіда. По батькові все ще були поширені на Шетландських островах у першій половині 19 століття. Одним із найпоширеніших прізвищ у Шотландії є Сімпсон, що означає син «Саймона», гельською еквівалентами є МакСаймон.

### Територіальні назви, топографічні назви
Багато з перших прізвищ, записаних у Шотландії, були прізвищами дворян або великих землевласників, чиї прізвища походять від земель, якими вони володіли. Ці назви іноді називають територіальними назвами або назвами поселень. Багато з цих прізвищ були привезені до Шотландії англо-норманами, чиї прізвища походять від земель у Нормандії або Англії (наприклад, Брюс походить від Брі у Манші, Франція, Кроуфорд походить від Кроуфорд, Південний Ланаркшир, на півдні Шотландії, Бартон походить від Дамбартона або кількох сіл і міст в Англії, а Ґрем походить від Ґрентема, у Лінкольнширі, Англія). Не всі територіальні прізвища походять від земель, якими володіли їх носії. У деяких випадках такі назви носили орендарі або послідовники власників земель, на яких вони жили. Таким чином, носії цих прізвищ могли не мати спорідненості з землевласниками (прізвище Ґордон є історичним прикладом такого імені).
Деякі шотландські прізвища походять від невизначених географічних місць, а не від конкретних місць. Ці назви іноді називають «топографічними назвами». Ці назви стосуються фізичних особливостей, таких як ліси, струмки та болота; такі назви можуть також стосуватися рукотворних споруд, таких як замки та церкви (наприклад, прізвища Вуд, Мілн і Шоу). Іноді назви, що походять від власних назв географічних об'єктів, можна класифікувати як топографічні, а не як назви місць проживання. Це тому, що ці назви стосуються місця, а не конкретного населеного пункту.

### Назви професій
Багато прізвищ походять від занять або професій їхніх первісних носіїв (наприклад, Стюарт, Шеперд, Мейсон, Кемп, Вебб і Флетчер). Згодом справжні професійні прізвища стали спадковими та передавалися через сім'ї (наприклад, у 1525 році є запис про жінку, на ім'я Агнес Белтмакар, яка описана як кайбакстар). Професійні назви були рідкістю серед носіїв гельської мови. Прикладами таких прізвищ, похідних від гельської професійної назви, є Ґоу, від шотландської гельської Ґоба (коваль), і МакІнтайр від Мак ан т-Сойр (син теслі). МакФерсон означає «син священика» від гельського прізвища Мак а' Ферсейн.

### Прізвища
Прізвища, назви або інші імена колись були дуже поширені в Шотландії. Ці імена використовувалися в регіонах, де в обігу було небагато імен, і прізвища додавалися до імені особи, щоб відрізнити її від інших, хто мав те саме ім'я. Прізвища були особливо поширені в рибальських громадах у північно-східній частині Шотландії, але також використовувалися в Бордерсі та Західному Хайлендсі. У деяких випадках у рибальських громадах назви рибальських човнів прикріплювали до імен людей, щоб відрізнити їх від інших.
Приклади шотландських прізвищ, які походять від прізвиськ: Літтл; Вайт; і Мейкл (що означає «великий»). Одним із найпоширеніших шотландських прізвищ є Кемпбелл, яке походить від гельського Кеймбол, що означає «перекривлений рот». Ще одне поширене шотландське прізвище Армстронг, що означає син сильної людини.

### Регіональні назви, або етнічні назви
Деякі шотландські прізвища можна класифікувати як «регіональні імена» або «етнічні імена». Ці імена спочатку вказували на походження носія і, як правило, були отримані людьми, які мігрували на значну відстань до своїх початкових домівок. В інших випадках такі імена іноді носили люди, які були пов'язані з чужим місцем (наприклад, торговець). Прикладами етнічних прізвищ є Флемінг, Ґелбрейт і Скотт.

## Шотландські клани
Багато шотландських прізвищ є іменами шотландських кланів, які колись були могутніми родинами, які панували на великих територіях. Однак поширеною є помилкова думка, що кожна особа, яка має ім'я клану, є прямим нащадком вождів цього конкретного клану. На це є декілька причин. У багатьох випадках родини, які спочатку жили на землях, придбаних могутніми кланами (такими як Кемпбелли, Гордони, Макдональди та Маккензі), прийняли імена своїх нових лордів. Керівництво великих кланів збільшувало свою владу, збільшуючи кількість своїх послідовників як за допомогою примирення, так і за допомогою примусу. Пам'ять про таке перейменування іноді зберігається в традиції. Одна стара гельська приказка гласить: Frisealach am boll a mine, вона пояснює, що деякі з імен Фрейзер насправді є Біссеттами, які спочатку контролювали землі, захоплені Фрейзерами.
У 17-му та 18-му століттях ім'я клану Мак-Грегор було заборонено, і члени клану були змушені брати інші імена. Коли заборони було знято раз і назавжди, деякі члени клану знову почали використовувати форми МакГрегора — але не всі. У деяких випадках назва клану може бути ідентичною прізвищу іншої родини, але немає етимологічного зв'язку між використовуваним прізвищем і немає історичного зв'язку між різними родинами. Подібним чином прізвище, що походить від по батькові, може використовуватися численними непов'язаними сім'ями, що походять від особи з подібним іменем (наприклад, бардська сім'я з прізвищем Маківен, яку використовують Кемпбелли, не пов'язана з Маківенами Оттерами). Історик Фрейзер з Реліга заявив у своїй історії клану Манро, що зв'язок між членом клану та вождем не завжди був зв'язком спільної крові.

## Найбільш уживані прізвища
1. Сміт (1.28 %)
2. Браун (0.94 %)
3. Вілсон (0.89 %)
4. Робертсон (0.78 %)
5. Томсон (0.78 %)
6. Кемпбелл (0.77 %)
7. Стюарт (0.73 %)
8. Андерсон (0.70 %)
9. Скотт (0.55 %)
10. Мюррей (0.53 %)
11. Макдональд (0.52 %)
12. Рейд (0.52 %)
13. Тейлор (0.49 %)
14. Кларк (0.47 %)
15. Росс (0.43 %)
16. Янґ (0.42 %)
17. Мітчелл (0.41 %)
18. Вотсон (0.41 %)
19. Патерсон (0.40 %)
20. Моррісон (0.40 %)